# جيمس هنت (صحفي)
جيمس هنت (بالإنجليزية: Leigh Hunt) (و. 1784 – 1859 م) هو صحفي، وشاعر، وكاتب سير ذاتية، وكاتب، وناقد أدبي، ومترجم من المملكة المتحدة لبريطانيا العظمى وأيرلندا، ومملكة بريطانيا العظمى، توفي عن عمر يناهز 75 عاماً.

## التعليم
تعلم في مستشفى المسيح ‏
.

## روابط خارجية
- جيمس هنت على موقع الموسوعة البريطانية (الإنجليزية)
- جيمس هنت على موقع ميوزك برينز (الإنجليزية)
- جيمس هنت على موقع قاعدة بيانات برودواي على الإنترنت (الإنجليزية)
- جيمس هنت على موقع إن إن دي بي (الإنجليزية)